# Miss Curazao
Miss Curazao (en papiamento: Miss Kòrsou) es un concurso de belleza nacional en Curazao. Se encarga de seleccionar a la representante del país para el concurso Miss Universo.

## Ganadoras
| Año       | Miss Curazao                 |
| --------- | ---------------------------- |
| 1962-1963 | Peggy Van Riet               |
| 1963-1964 | Lemão Negão Apenas           |
| 1964-1965 | Lucas Dias Baratella Paula   |
| 1965-1966 | Ninfa Palm                   |
| 1966-1967 | Elizabeth Sánchez            |
| 1967-1968 | Imelda Thodé                 |
| 1968-1969 | Anne Marie Braafheid         |
| 1969-1970 | Yvonne Wardekker             |
| 1970-1971 | Nilva Maduro                 |
| 1971-1972 | Maria Vonhogen               |
| 1972-1973 | Ingrid Prade                 |
| 1973-1974 | Ingeborg Zielinski           |
| 1974-1975 | Catherine de Jongh           |
| 1975-1976 | Yasmin Fraites               |
| 1976-1977 | Anneke Dijkhuizen            |
| 1977-1978 | Regine Tromp                 |
| 1978-1980 | Solange de Castro            |
| 1980-1981 | Hassana Hammoud              |
| 1981-1982 | Maria Maxima Croes           |
| 1982-1983 | Minerva Hieroms              |
| 1983-1984 | Maybeline Snel               |
| 1984-1985 | Susanne Verbrugge            |
| 1985-1986 | Sheida Wever                 |
| 1986-1988 | Christine Sibilo             |
| 1988-1989 | Anushka Cova                 |
| 1989-1990 | Anna Maria de Windt          |
| 1990-1991 | Jacqueline Josien Krijger    |
| 1991-1992 | Mijanou de Paula             |
| 1992-1993 | Elsa Roozendal               |
| 1993-1994 | Jasmin Clifton               |
| 1994-1995 | Maruschka Jansen             |
| 1995-1996 | Vanessa Dorinda Mambi        |
| 1996-1997 | Verna Vasquez                |
| 1997-1998 | Natacha Tamara Bloem         |
| 1998-1999 | Jouraine Gregoria Ricardo    |
| 1999-2000 | Jozaine Marianella Wall      |
| 2000-2002 | Fatima Maria Sint Jago       |
| 2002-2003 | Ayanette Statia              |
| 2003-2005 | Vanessa van Arendonk         |
| 2005-2007 | Rychacviana Coffie           |
| 2007-2008 | Naemi Elizabeth Monte        |
| 2008-2009 | Jenyfeer Natividad Mercelina |
| 2009-2010 | Ashanta Macauly (renunció)   |
| 2010-2011 | Safira de Wit                |
| 2011-2012 | Evalina van Putten           |
| 2012-2013 | Monifa Jansen                |
| 2013-2014 | Eline de Pool                |
| 2014-2015 | Laurien Angelista            |
| 2015-2016 | Kanisha Sluis                |
| 2016-2017 | Chanelle De Lau              |
| 2017-2018 | Nashaira Balentien           |
| 2018-2019 | Akisha Albert                |
| 2019-2020 | Kyrsha Attaf                 |
| 2020-2021 | Chantal Wiertz               |
| 2021-2022 | Shariëngela Cijntje          |
| 2022-2023 | Gabriëla Dos Santos          |
| 2023-2024 | Kim Rossen                   |
| 2024-2025 | Kimberly de Boer             |
| 2025-2026 | Camille Thomas               |

## Representación internacional
: Declarada como ganadora
     : Terminó como finalista
     : Terminó como una de las semifinalistas o cuartofinalistas
     : Terminó como ganadora de premios especiales
Desde 1963 tradicionalmente la ganadora de Miss Curazao representa a su país en Miss Universo. Curazao envía candidatas al Miss Universo desde 1963 con Philomena Zielinki, la segunda Miss Curazao.
| 2025 |                      |                   |                                        |             |             |
| 2024 | Kimberly de Boer     | No clasificó      |                                        |             |             |
| 2023 | Kim Rossen           | No clasificó      |                                        |             |             |
| 2022 | Gabriëla Dos Santos  | Top 5             |                                        |             |             |
| 2021 | Shariëngela Cijntje  | No clasificó      |                                        |             |             |
| 2020 | Chantal Wiertz       | Top 21            |                                        |             |             |
| 2019 | Kyrsha Attaf         | No clasificó      |                                        |             |             |
| 2018 | Akisha Albert        | Top 10            |                                        |             |             |
| 2017 | Nashaira Balentien   | No clasificó      |                                        |             |             |
| 2016 | Chanelle De Lau      | No clasificó      |                                        |             |             |
| 2015 | Kanisha Sluis        | Top 10            |                                        |             |             |
| 2014 | Laurien Angelista    | No clasificó      |                                        |             |             |
| 2013 | Eline de Pool        | No clasificó      |                                        |             |             |
| 2012 | Monifa Jansen        | No clasificó      |                                        |             |             |
| 2011 | Evalina van Putten   | No clasificó      | - Mejor Traje Nacional (4.ª finalista) |             |             |
| 2010 | Safira de Wit        | No clasificó      |                                        |             |             |
| 2009 | Angenie Simon        | No clasificó      |                                        |             |             |
| 2008 | Jenyfeer Mercelina   | No clasificó      |                                        |             |             |
| 2007 | Naemi Monte          | No clasificó      |                                        |             |             |
| 2006 | No compitió          | No compitió       | No compitió                            | No compitió | No compitió |
| 2005 | Rychacviana Coffie   | No clasificó      |                                        |             |             |
| 2004 | Angeline Da Silva    | No clasificó      |                                        |             |             |
| 2003 | Vanessa van Arendonk | No clasificó      |                                        |             |             |
| 2002 | Ayanette Statia      | No clasificó      |                                        |             |             |
| 2001 | Fatima St. Jago      | No clasificó      |                                        |             |             |
| 2000 | No compitió          | No compitió       | No compitió                            | No compitió | No compitió |
| 1999 | Jouraine Ricardo     | No clasificó      |                                        |             |             |
| 1998 | Natacha Bloem        | No clasificó      |                                        |             |             |
| 1997 | Verna Vasquez        | Top 6             |                                        |             |             |
| 1996 | Vanessa Mambi        | No clasificó      |                                        |             |             |
| 1995 | Maruschka Jansen     | No clasificó      |                                        |             |             |
| 1994 | Jasmin Clifton       | No clasificó      |                                        |             |             |
| 1993 | Elsa Roozendal       | No clasificó      |                                        |             |             |
| 1992 | Mijanou de Paula     | No clasificó      |                                        |             |             |
| 1991 | Jacqueline Krijger   | Top 10            |                                        |             |             |
| 1990 | No compitió          | No compitió       | No compitió                            | No compitió | No compitió |
| 1989 | Anna Mosteiro        | No clasificó      |                                        |             |             |
| 1988 | No compitió          | No compitió       | No compitió                            | No compitió | No compitió |
| 1987 | Viennaline Arvelo    | No clasificó      |                                        |             |             |
| 1986 | Christine Sibilo     | No clasificó      |                                        |             |             |
| 1985 | Sheida Wever         | No clasificó      |                                        |             |             |
| 1984 | Susanne Verbrugge    | No clasificó      |                                        |             |             |
| 1983 | Maybeline Snel       | No clasificó      |                                        |             |             |
| 1982 | Minerva Hierons      | No clasificó      |                                        |             |             |
| 1981 | Maria Maxima Croes   | No clasificó      |                                        |             |             |
| 1980 | Hassana Hammoud      | No clasificó      |                                        |             |             |
| 1979 | No compitió          | No compitió       | No compitió                            | No compitió | No compitió |
| 1978 | Solange de Castro    | No clasificó      |                                        |             |             |
| 1977 | Regine Tromp         | No clasificó      |                                        |             |             |
| 1976 | Anneke Dijkhuizen    | Top 12            |                                        |             |             |
| 1975 | Jamine Fraites       | No clasificó      |                                        |             |             |
| 1974 | Catherine de Jongh   | No clasificó      |                                        |             |             |
| 1973 | Ingeborg Zielinski   | No clasificó      |                                        |             |             |
| 1972 | Ingrid Prade         | No clasificó      |                                        |             |             |
| 1971 | Maria Vonhogen       | No clasificó      |                                        |             |             |
| 1970 | Nilva Maduro         | No clasificó      |                                        |             |             |
| 1969 | Yvonne Wardekker     | No clasificó      |                                        |             |             |
| 1968 | Anne Marie Braafheid | Primera finalista |                                        |             |             |
| 1967 | Imelda Thodé         | No clasificó      |                                        |             |             |
| 1966 | Elizabeth Sánchez    | No clasificó      | - Miss Simpatía                        |             |             |
| 1965 | Ninfa Palm           | No clasificó      |                                        |             |             |
| 1964 | Iris Anette de Windt | No clasificó      |                                        |             |             |
| 1963 | Philomena Zielinski  | No clasificó      |                                        |             |             |